# Mechanische Baumwollspinnerei und Weberei Augsburg

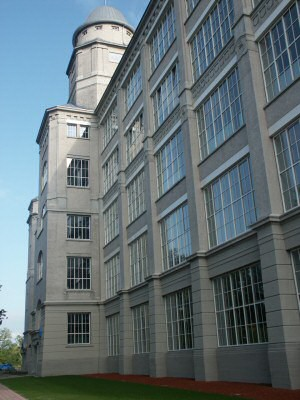
Werk IV der Mechanische Baumwollspinnerei und Weberei Augsburg

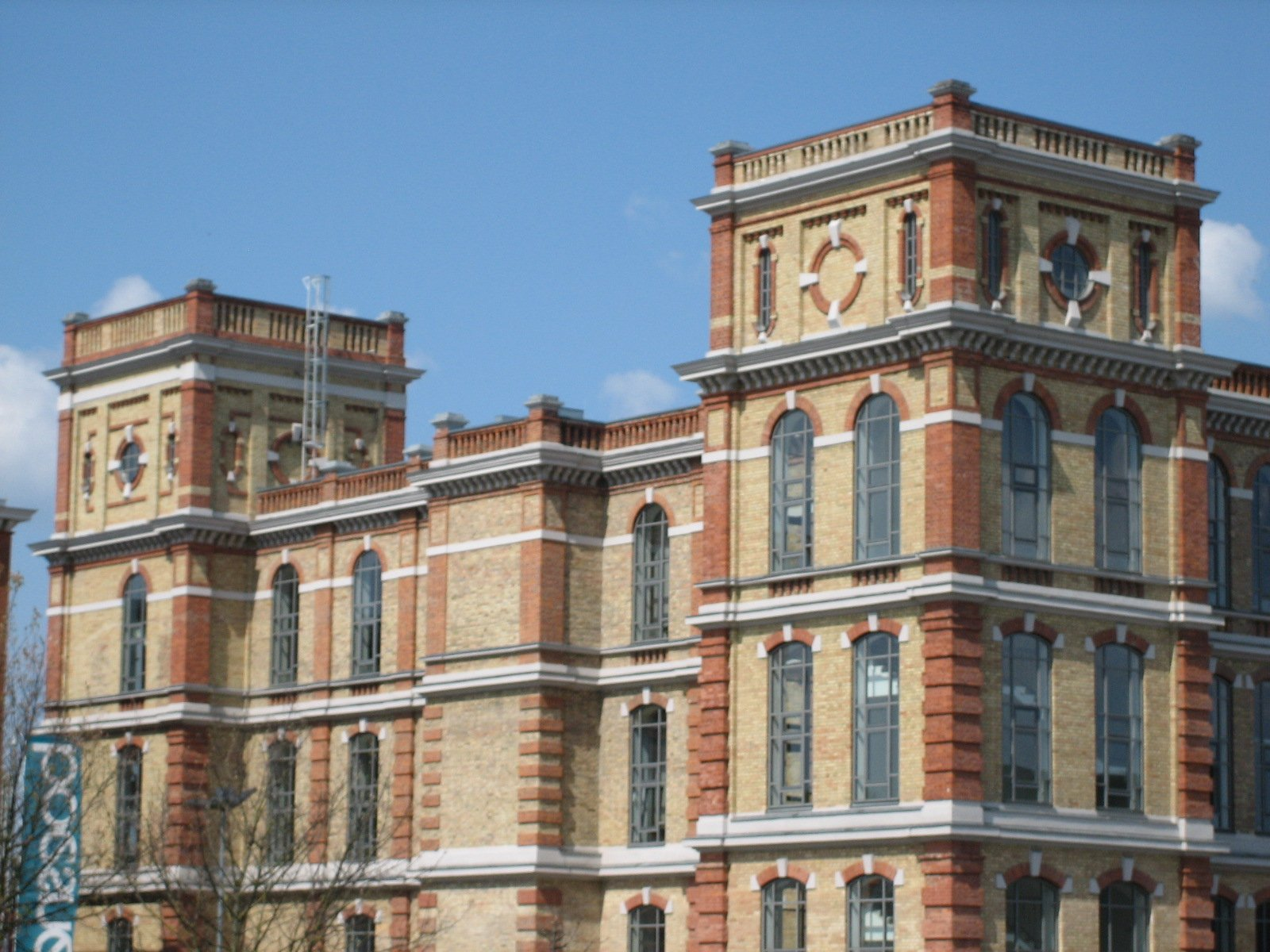
Südseite des Fabrikschlosses

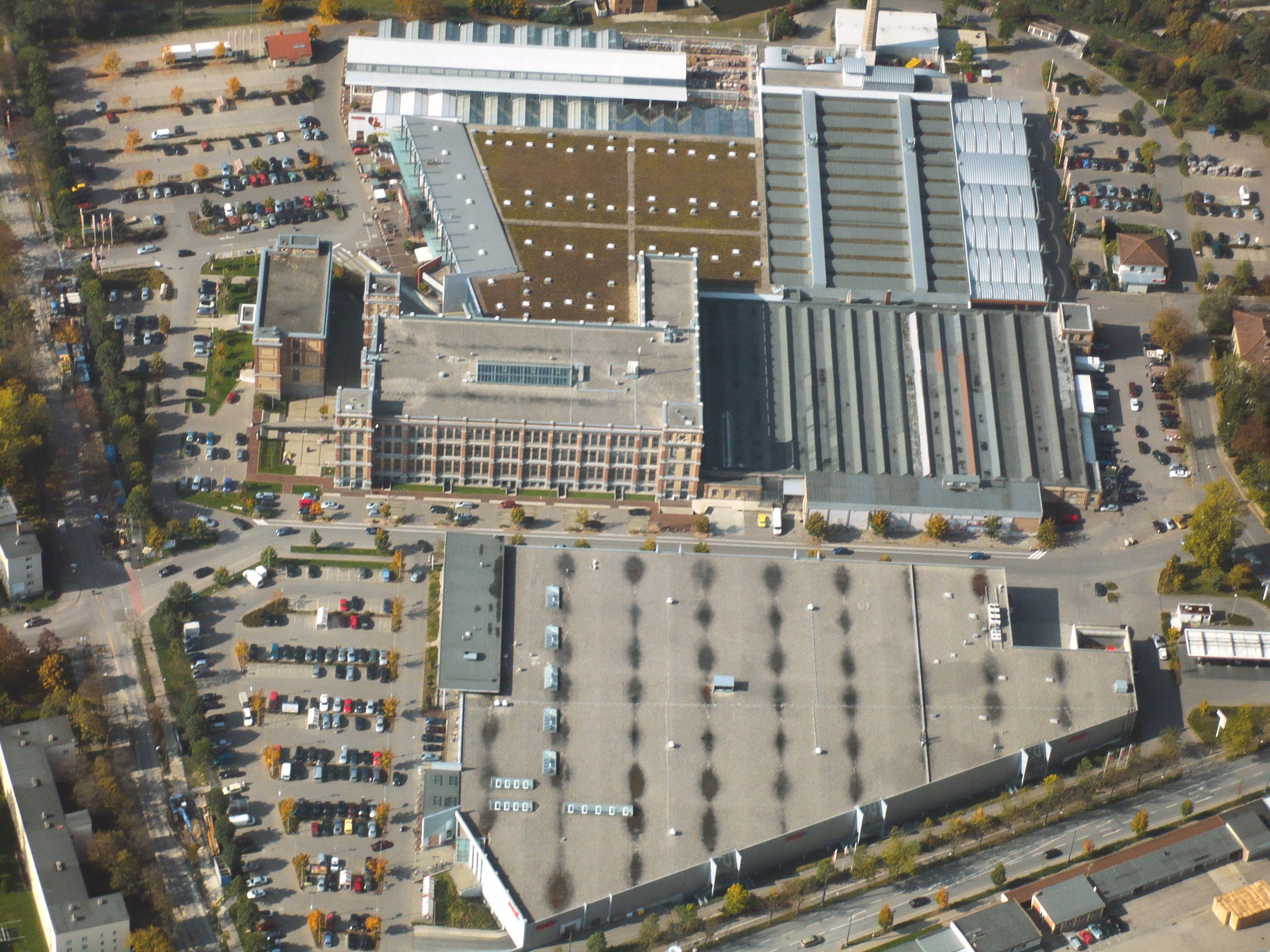
Luftaufnahme von Werk III, dem so genannten „Fabrikschloss“

Das Unternehmen Mechanische Baumwollspinnerei und Weberei Augsburg (kurz SWA) wurde 1837 gegründet und galt als eines der ältesten Textil-Produktionsunternehmen in Deutschland. Es wurde im Jahr 1989 geschlossen.
Die Gründung wurde durch das Bankhaus Schaezler mit einem Kapital von 1,2 Mio. Gulden initiiert. Sie markiert damit den Beginn der für Augsburg typischen Entwicklung zu Großbetrieben, die als Aktiengesellschaften durch einen kleinen Kreis von Kaufleuten und Bankiers finanziert wurden. Der Plan stammte von dem Architekten Ludwig Lendorff und die Ausrüstung der Fabrik von der elsässischen Maschinenfabrik André Koechlin & Cie in Mühlhausen.
Neben einer bereits bestehenden Weberei errichtete das Schweizer Architekturbüro Séquin & Knobel hier 1895/98 am Proviantbach eine weitere Weberei für 640 Webstühle und einen Spinnereihochbau für über 42.000 Spindeln (Werk III) – einen schlossartigen Ziegelbau, dessen vier Geschosse (Sockelgeschoss und drei Stockwerke) von drei Ecktürmen überragt werden. Das Gebäude hat aufgrund seines Aussehens den Namen „Fabrikschloss“ erhalten. Neben der Nutzung von Dampfkraft lieferte hauptsächlich die Wasserkraft die benötigte Energie von bis zu 400 kW.
Erhalten blieben Teile der Fabrikgebäude und das ehemalige Wohnquartier (Proviantbachquartier), die das Augsburger Textilviertel Augsburg maßgeblich prägen. Das Fabrikschloss wurde instand gesetzt und dient heute als Geschäfts- und Verkaufsräume.

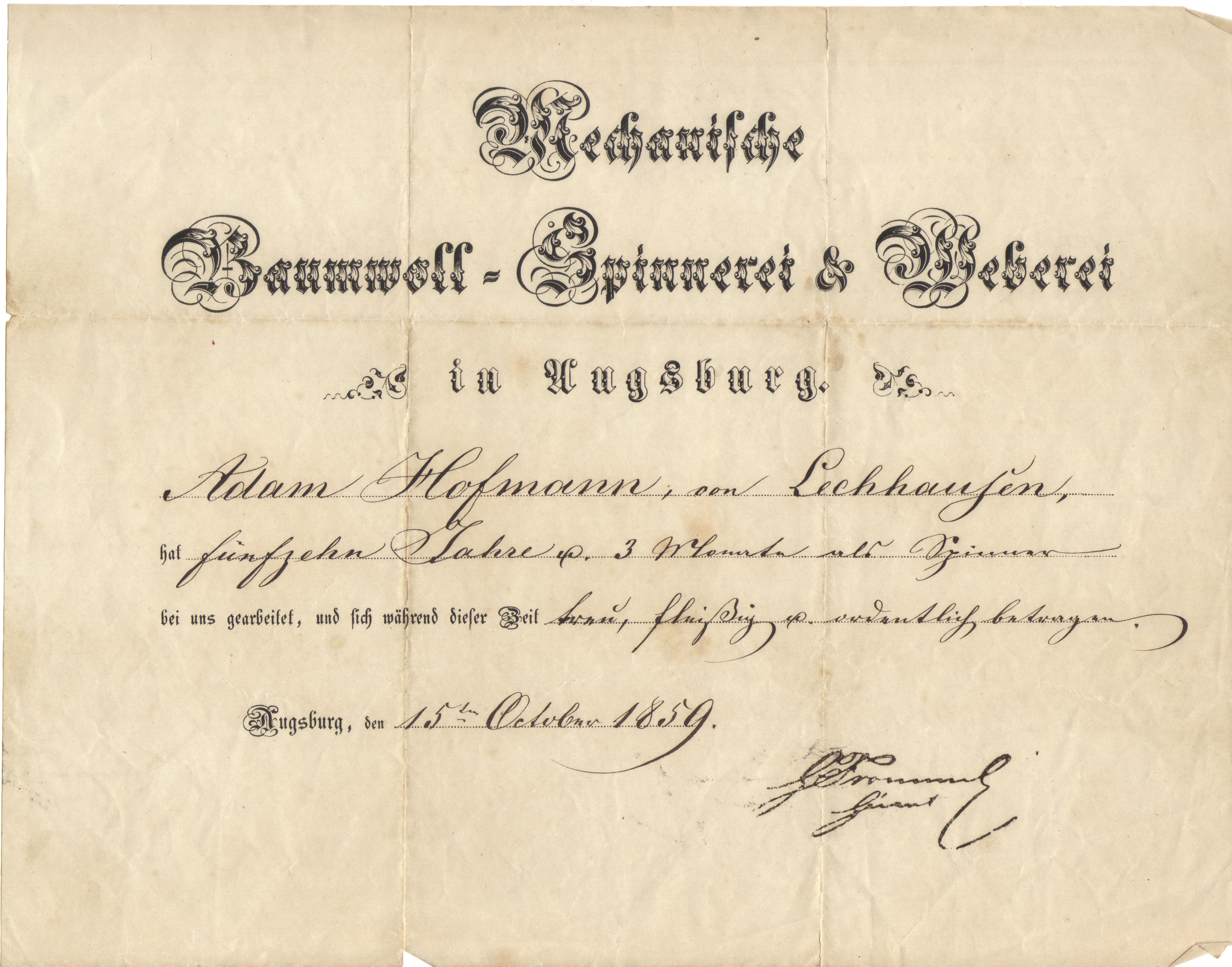
Arbeitszeugnis der SWA

## Produktionsstandorte
Im Verlauf des Firmenbestehens wurden folgende Produktionsstandorte eingerichtet:
- Werk I – „Spinnerei-Altbau“

zwischen 1837 und 1840 errichtet, im Zweiten Weltkrieg weitgehend zerstört, erhalten ist ein Turbinenhaus. Lage: Zwischen Johannes-Haag- und Lechhauser Straße.
- Werk II – „Rosenau“

1887–1889 entstandenes schlossähnliches Fabrikgebäude, 1972 abgerissen. Lage: heutige Oblatterwallstraße 18.
- Werk III – „Proviantbach“

1877–1883 entstandenes schlossähnliches Fabrikgebäude (so genanntes Fabrikschloss), 1997/1998 saniert und anschließend umgenutzt. Lage: an der Reichenberger Straße.
- Werk IV – „Aumühle“

genannt „Glaspalast“, 1910 erbaut, heute Nutzung als Museum